# ديكسي كيد
ديكسي كيد (بالإنجليزية: Dixie Kid)‏ مواليد 23 ديسمبر 1883 في فولتون - الوفاة 06 أبريل 1934 في لوس أنجلوس، كان ملاكم محترف أمريكي صنّف ضمن فئة وزن الوسط. دخل قاعة مشاهير الملاكمة الدولية.

## إحصائيات
خاض خلال مسيرته 154 نزالا، فاز في 90 وتعادل في 20 وخسر في 40. فاز بالضربة القاضية في 55 نزالا.

## روابط خارجية
- ديكسي كيد على موقع بوكس ريك (الإنجليزية) (registration required)